# كاوبوي بيباب (لعبة فيديو 1998)
كاوبوي بيباب (بالإنجليزية: Cowboy Bebop)‏، هي لعبة فيديو يابانية من نوع سباق السيارات، وهي من تطوير بي. بي. ستوديو، ونشرها بانداي، صدرت اللعبة في الأسواق اليابانية سنة 1998، وتعمل حصراً لمنصة بلاي ستيشن.